# Torii Kotondo
Torii Kotondo (鳥居 言人, 21 de noviembre de 1900 – 13 de julio de 1976), o Torii Kiyotada V (五代目 鳥居 清忠) fue un artista japonés perteneciente a la Escuela Torii.

## Biografía
Kotondo nació como Saitō Akira (斎藤 信) en el distrito Nihonbashi de Tokio. Torii Kiyotada IV, el séptimo jefe de la Escuela Torii de artistas Ukiyo-e, adoptó Kotondo a la edad de 15 años y lo entrenó en una de las especialidades de la escuela, la producción de retratos para los actores de kabuki. Desde 1914, Kotondo estudió pintura con el pintor yamato-e Kobori Tomone (小堀鞆音?), y desde 1918 lo hizo bajo Kiyokata Kaburagi. La mayoría de los grabados de Kotondo datan de entre 1927 y 1933.
En la década de 1930 las autoridades japonesas consideraron uno de los grabados de Kotondo (Pelo de la mañana) como una provocación y lo prohibieron después de que se hubieran vendido setenta de las cien copias previstas, destruyendo las otras treinta copias restantes. Cuando Kiyotada murió en 1941, Kotondo se convirtió en el octavo jefe de la Escuela y tomó el nombre de Kiyotada V.
Kotondo dio conferencias Universidad Nihon de Tokio desde 1966 a 1972. Los coleccionistas no concedieron un alto valor a los trabajos de Kotondo mientras estuvo vivo; sin embargo, tras su fallecimiento, sus trabajos han sido muy apreciados y pueden alcanzar precios comparables a los de los grandes maestros del Ukiyo-e.

Trabajos de torii Kotondo
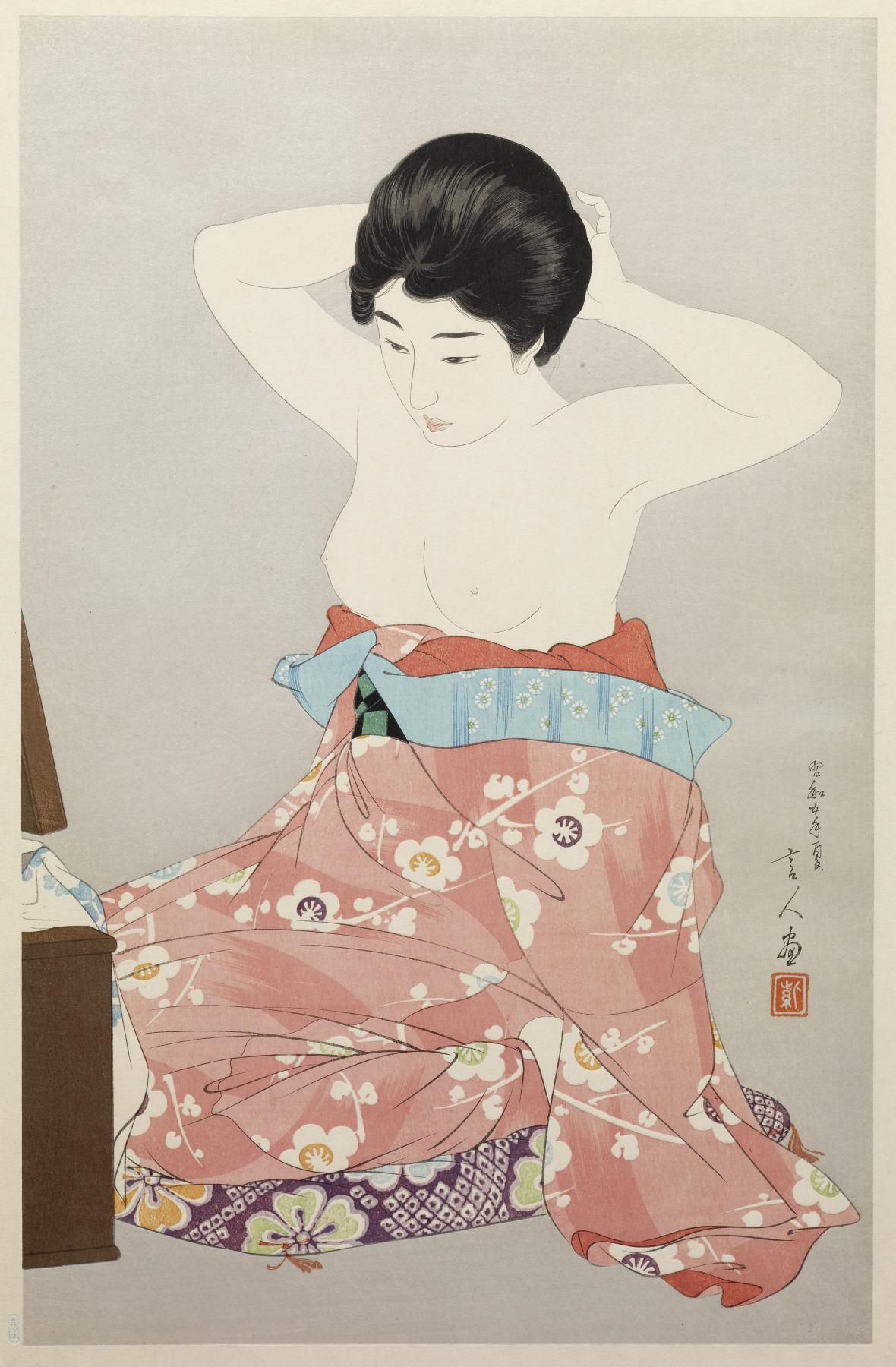
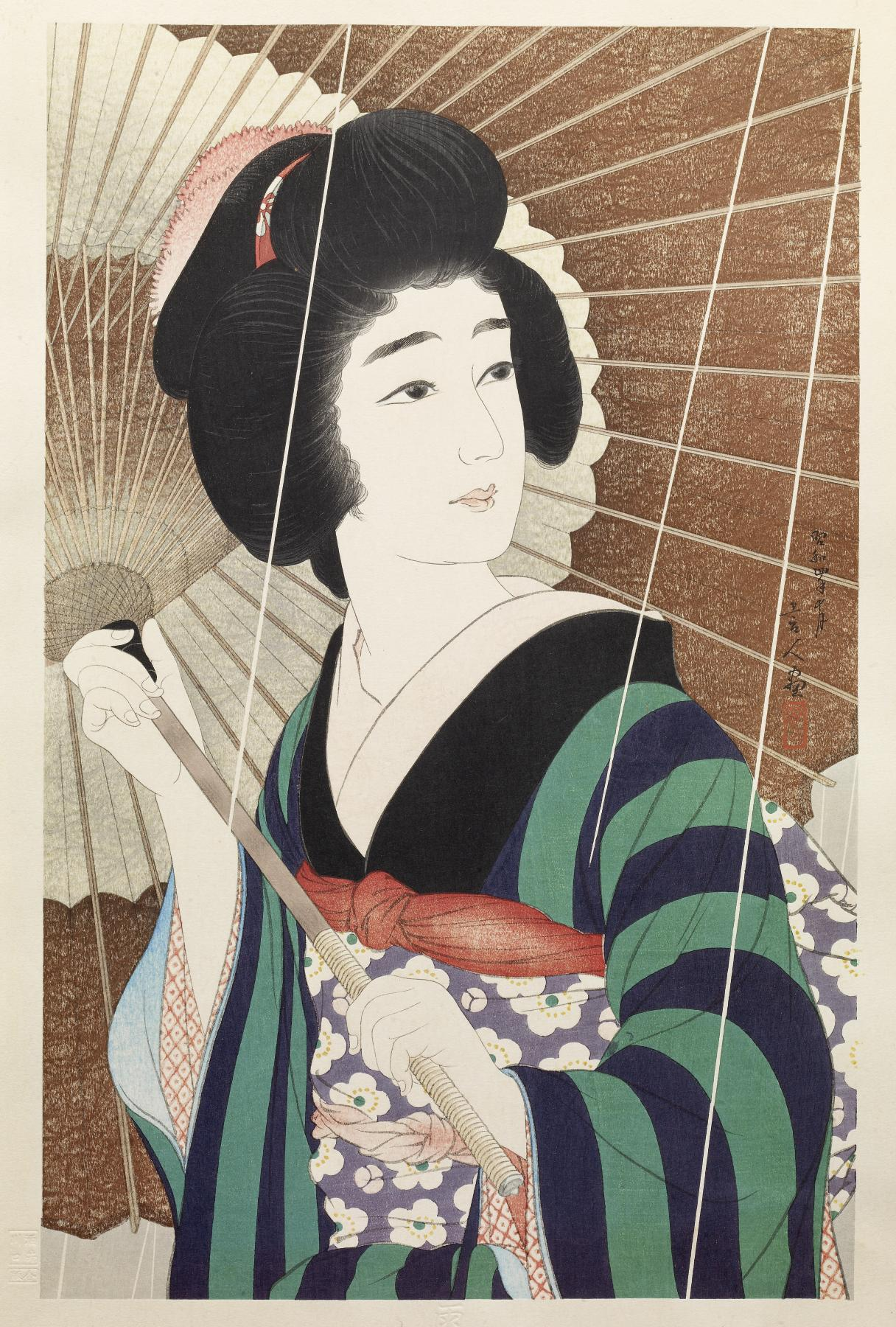
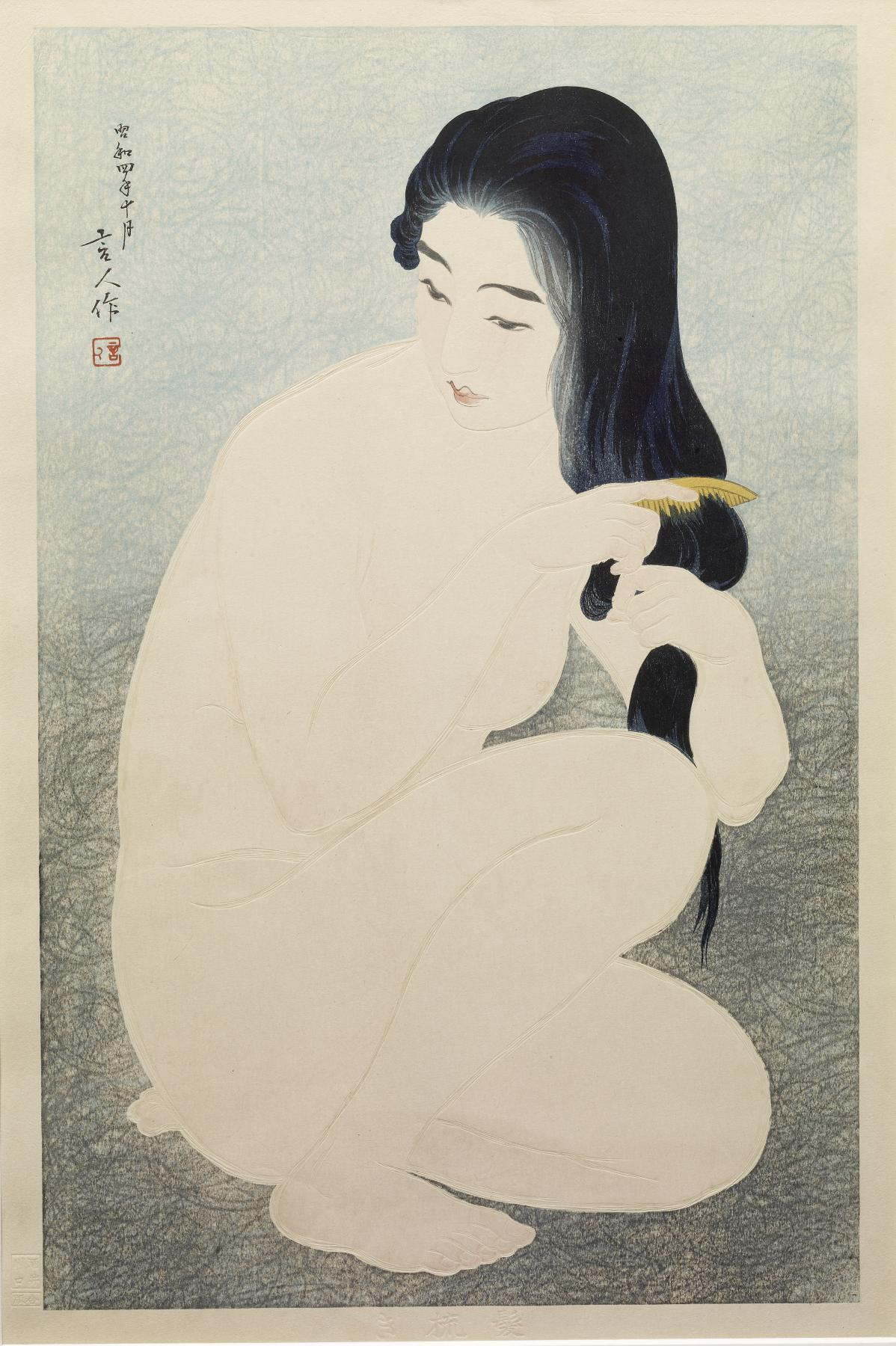
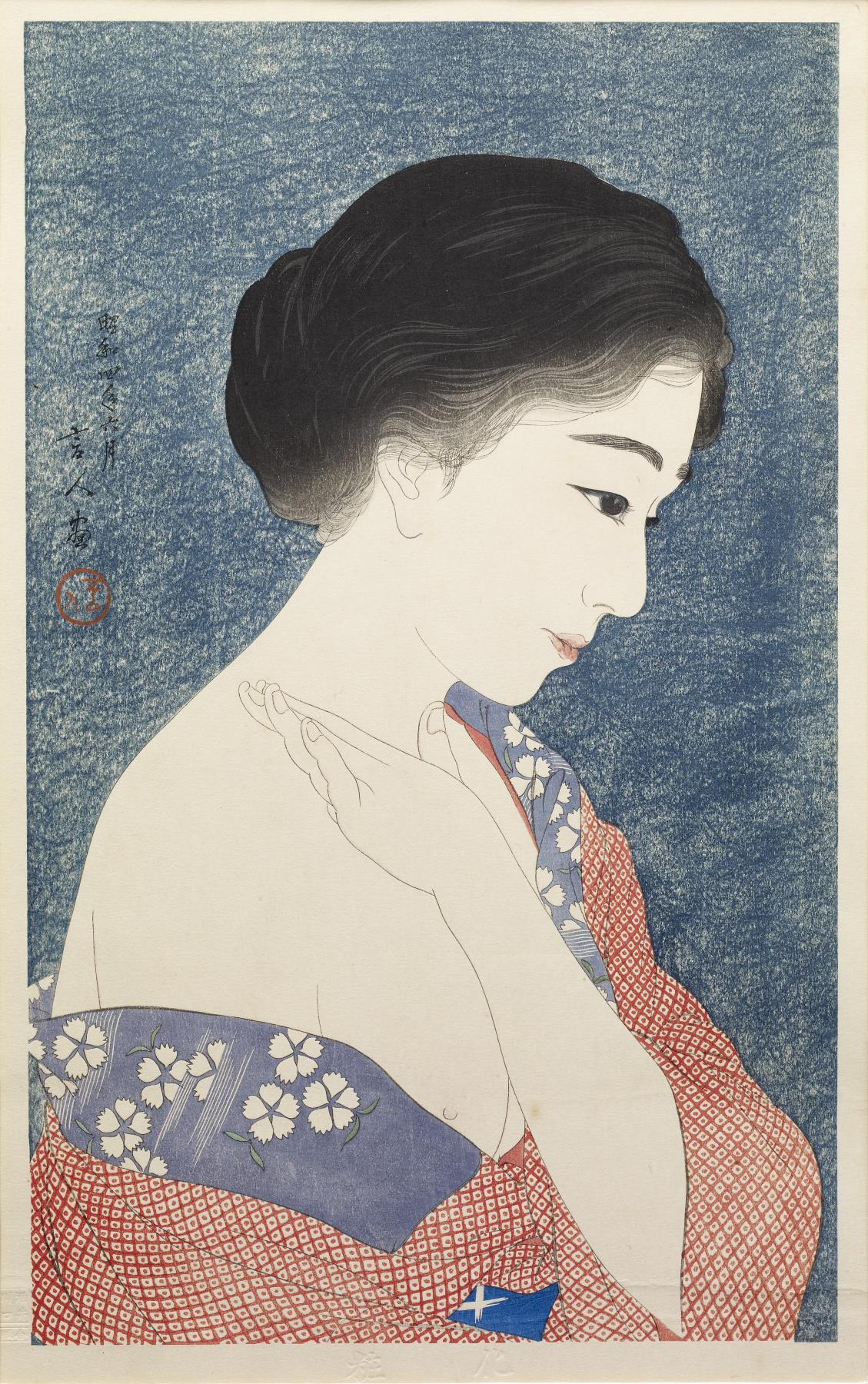
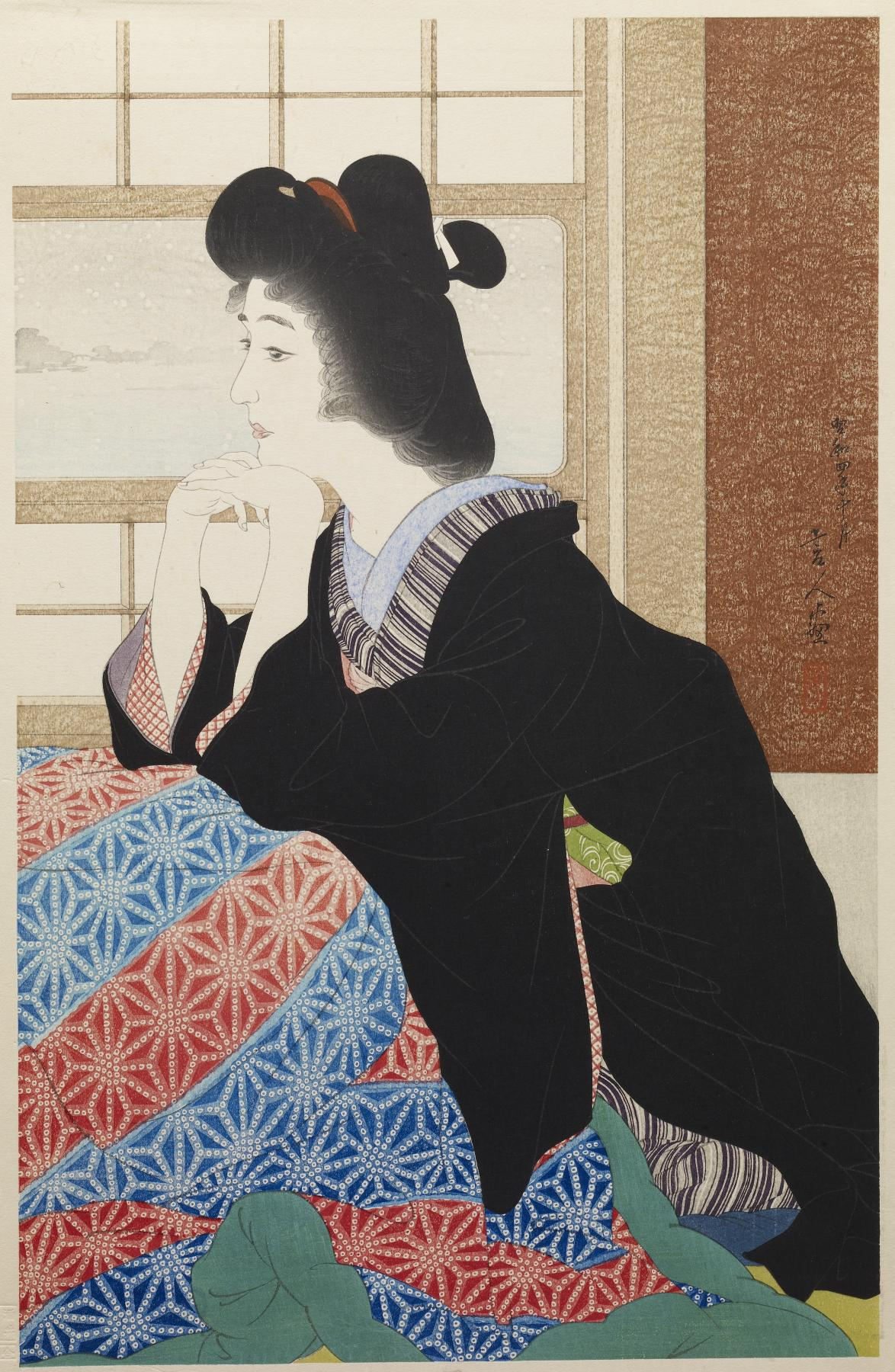